# Wiązów
Wiązów (łac. Vansovia, niem. Wansen) – miasto leżące na Dolnym Śląsku, w województwie dolnośląskim, w powiecie strzelińskim, nad Oławą, siedziba gminy miejsko-wiejskiej Wiązów. Według danych GUS z 1 stycznia 2023 r. miasto liczyło 2280 mieszkańców (809. miejsce w kraju).

## Nazwa
Znaczenie nazwy miejscowości nie jest jednoznaczne i istnieją dwie teorie na ten temat. Pierwsza wywodzi ją od polskiej nazwy oznaczającej drzewo „wiąz”, a druga od zwierzęcia „wąż”. Obie przytacza śląski pisarz Konstanty Damrot w swojej pracy o śląskim nazewnictwie z 1896 roku wydanej w Bytomiu we fragmentach – „von wiąz – Ulme (...) auch von wąż – die Schlange (...)”. 
Podaje on także trzy nazwy: dwie polskie „Wiąz”, „Więzów” oraz niemiecką „Wansen”. Cytuje również szereg nazw zanotowanych w średniowiecznych, łacińskich dokumentach: 1155 Venzovici oraz Wenzouici, 1227 Wanzow, 1483 Wanzaw. Miejscowość wymieniona została w łacińskim dokumencie z 1285 roku wydanym przez kancelarię biskupa wrocławskiego Tomasza gdzie zanotowano ją w zlatynizowanej, staropolskiej formie – „Wansow” W roku 1613 śląski regionalista i historyk Mikołaj Henel z Prudnika wymienił miejscowość w swoim dziele o geografii Śląska pt. Silesiographia podając jej łacińską nazwę: Wansena.
Podobne pochodzenie nazwy podaje również Heinrich Adamy w swoim dziele o nazwach miejscowych na Śląsku wydanym w 1888 roku we Wrocławiu wymienia jako najwcześniejszą zanotowaną nazwę miejscowości Wanzow podając jej znaczenie „Ulmen oder Rusterort” – „miejscowość wiązu, brzostu”. W alfabetycznym spisie miejscowości na terenie Śląska wydanym w 1830 roku we Wrocławiu przez Johanna Knie wieś występuje pod nazwą łacińską Vansovia oraz nazwą zgermanizowaną Wansen.

## Historia
W trakcie archeologicznych badań ratowniczych na rynku w Wiązowie natrafiono na ślady niewielkiego cmentarzyska z wczesnego okresu kultury lateńskiej. Pierwsze wzmianki o Wiązowie pochodzą z roku 1155, była to wtedy wieś należąca do kapituły wrocławskiej. Prawa miejskie w nowej lokacji otrzymał w roku 1252 z nadania księcia Henryka III Białego. W 1337 r. książę śląski Bolko podarował królowi czeskiemu Janowi miasto Wiązów w powiecie oławskim, a w akcie darowizny wspomniano zamieszkujących tam Żydów. W roku 1353 pojawia się informacja o pobycie w mieście niejakiej Racheli. Miasto było położone na lokalnym szlaku handlowym ze Strzelina do Brzegu, od roku 1352 było pod panowaniem czeskim, a od 1742 pod pruskim. W 1910 r. Wiązów otrzymał połączenie kolejowe z Brzegiem. W 1933, a więc w roku dojścia do władzy Adolfa Hitlera, społeczność żydowska miasta liczyła 9 osób i podlegała gminie synagogalnej w Oławie. 
14 lutego 1945 r. zajęty przez wojska 52 armii I Frontu Ukraińskiego i przyłączony do Polski. Zniszczony w ok. 30%. Jego dotychczasowych mieszkańców wysiedlono do Niemiec. W latach 1975–1998 miasto administracyjnie należało do woj. wrocławskiego.
W roku 1997 została uruchomiona nowoczesna oczyszczalnia ścieków zrealizowana na podstawie najnowocześniejszych opracowań Politechniki Wrocławskiej.
Według danych GUS z 31 grudnia 2013 r. miasto liczyło 2327 mieszkańców. Według danych GUS z 1 stycznia 2023 r. miasto liczyło 2280 mieszkańców.

## Położenie
Główną rzeką miasta jest Oława. Inne, mniejsze cieki wodne to Babica, Łękawka i Młynówka – wszystkie uchodzące do Oławy na terenie miasta.

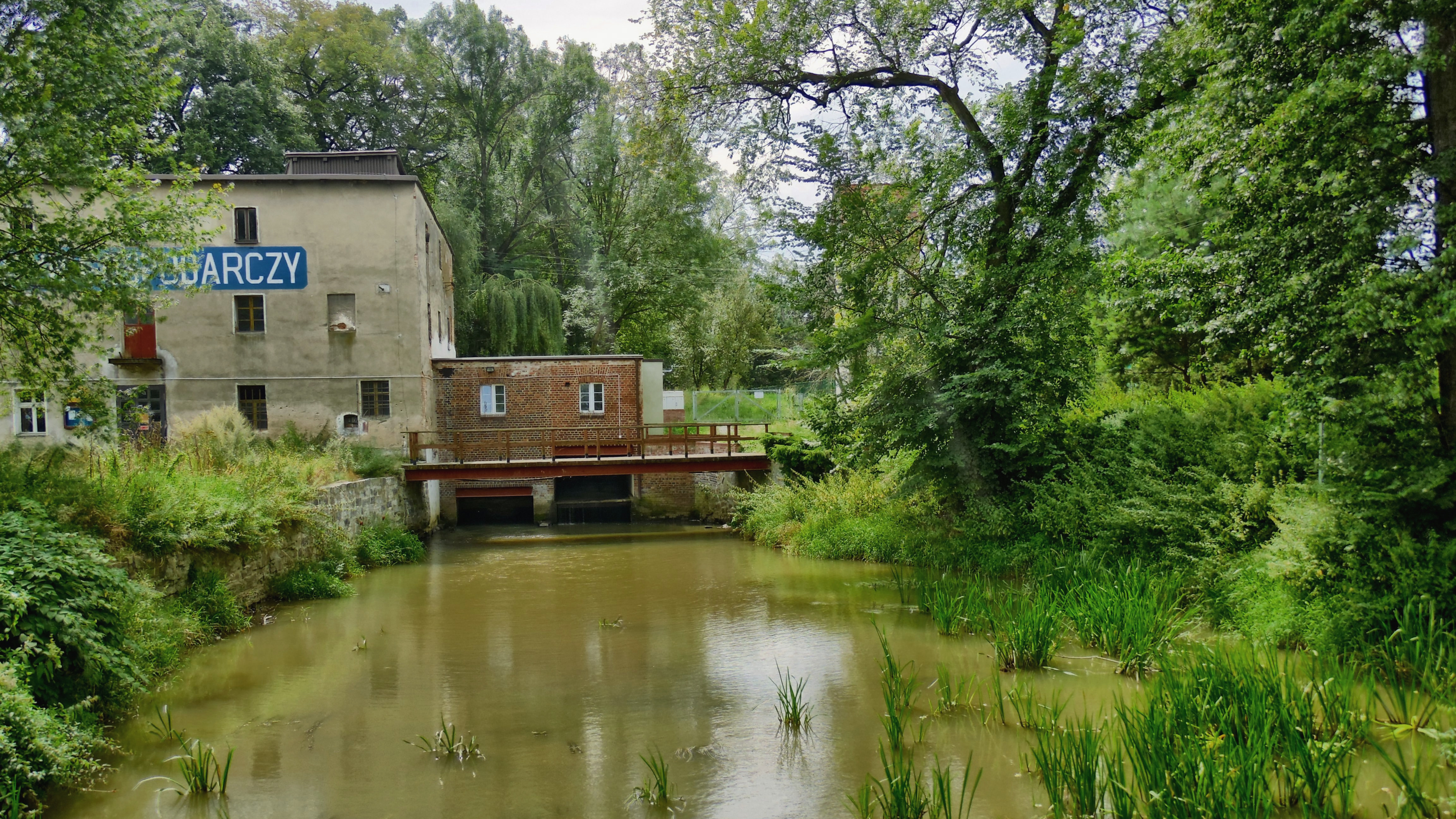
Młyn wodny na odnodze rzeki Oława należący niegdyś do dóbr biskupich

## Zabytki

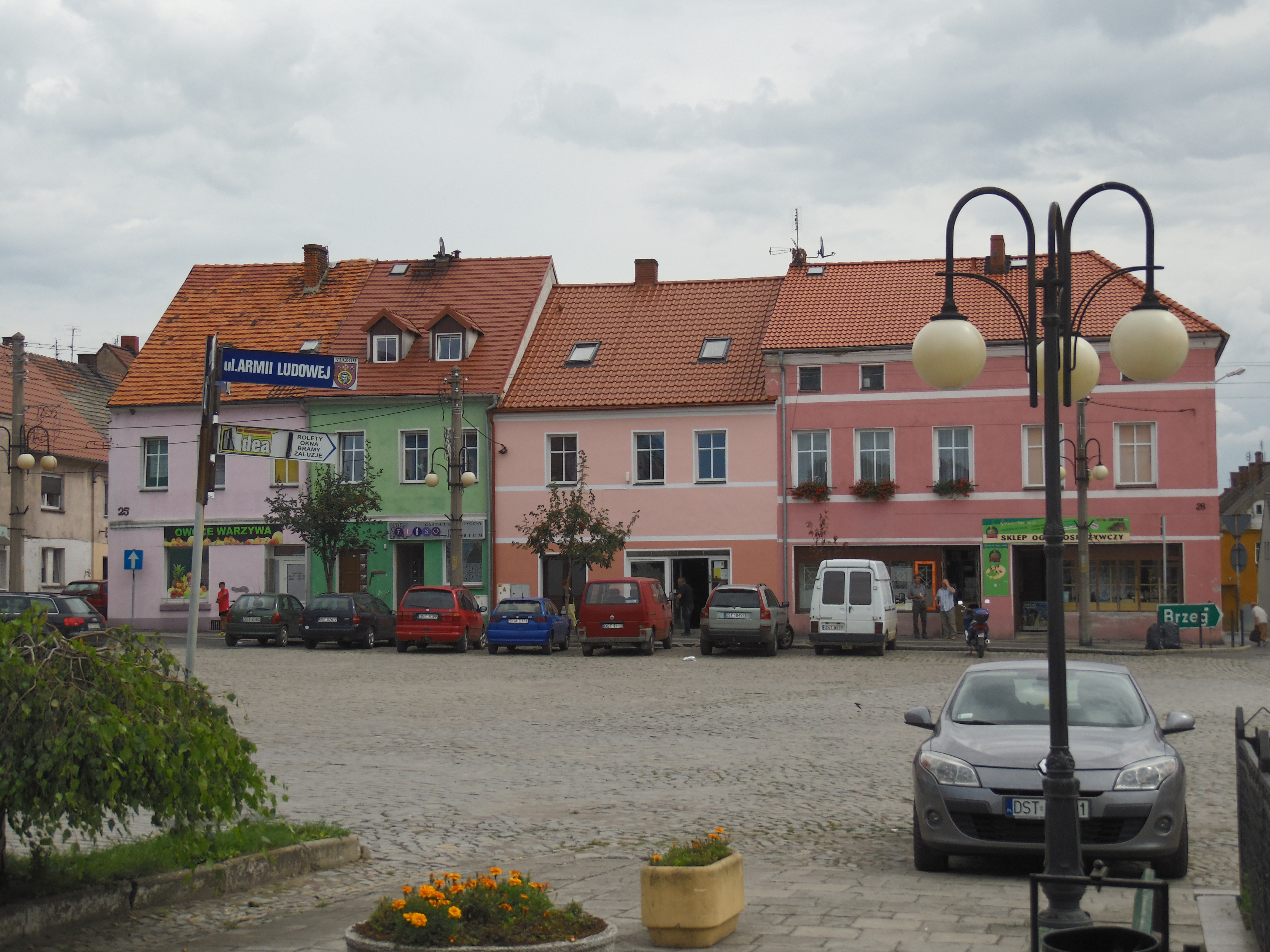
Rynek w Wiązowie

Do wojewódzkiego rejestru zabytków wpisane są:
- miasto
- Kościół pw. św. Mikołaja, z XIII w., przebudowany w XV w., XVIII w., i w l. 1914–1917
- wieża ratusza, z lat 1574–1585
- budynki prepozytury dóbr biskupich, ul. Biskupicka 3 i 3a, z pierwszej połowy XVIII w.:
  - dom zarządcy
  - budynek mieszkalno-gospodarczy.

inne zabytki:
- ratusz z 1840 r.
- kościół ewangelicki z lat 1845–1847, po 1945 r. zrujnowany i wyburzony.

## Demografia
Dane z 31 grudnia 2013
| Opis                              | Ogółem | Ogółem | Kobiety | Kobiety | Mężczyźni | Mężczyźni |
| --------------------------------- | ------ | ------ | ------- | ------- | --------- | --------- |
| jednostka                         | osób   | %      | osób    | %       | osób      | %         |
| populacja                         | 2327   | 100    | 1 216   | 52,2    | 1 111     | 47,8      |
| gęstość zaludnienia (mieszk./km²) | 254    | 254    | 133     | 133     | 121       | 121       |

Piramida wieku mieszkańców Wiązowa w 2014 roku.

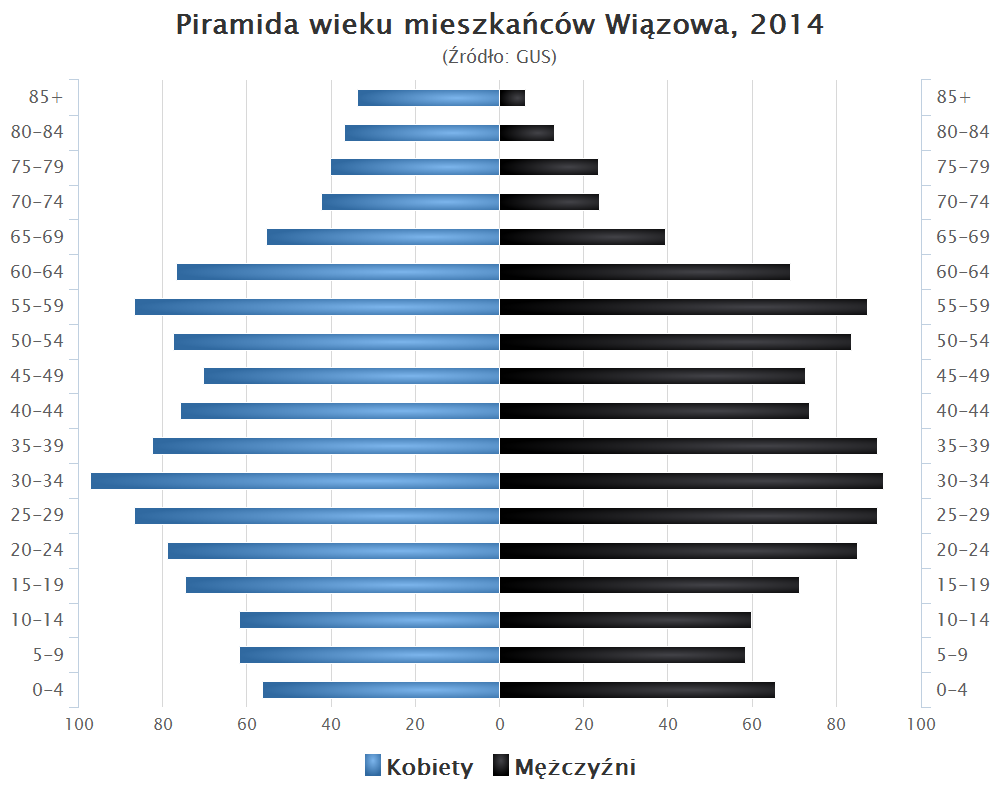

## Transport

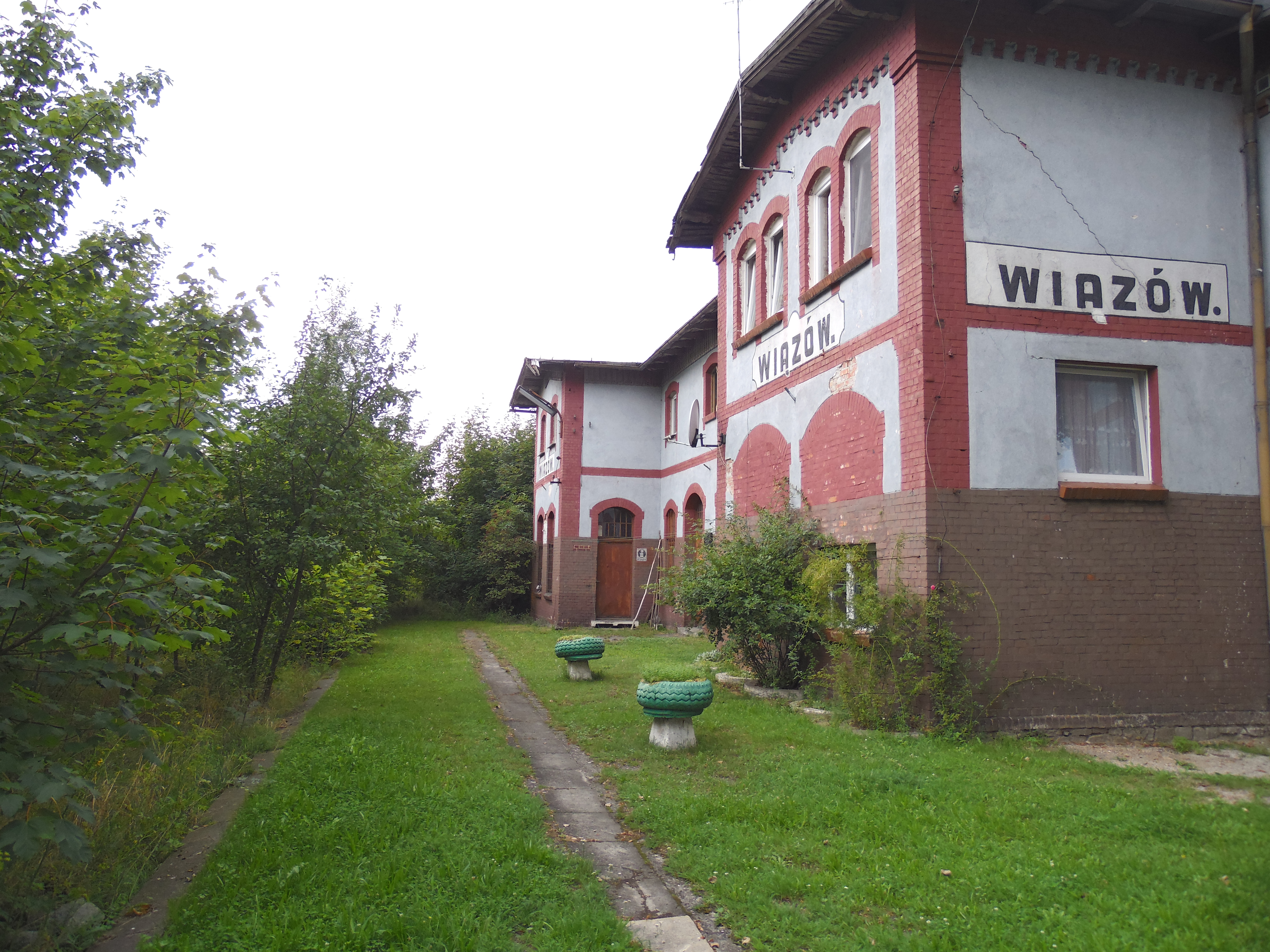
Wiązów (stacja kolejowa)

Główną drogą kołową jest przebiegająca przez miasto droga krajowa nr 39. Przebiega tędy również nieczynna obecnie linia kolejowa nr 304 ze stacją kolejową Wiązów.

## Wiązów w kulturze
Niektóre sceny seriali Warto kochać (2005–2006) oraz Rajskie klimaty (2009) były realizowane w Wiązowie.

## Religia
- Kościół łaciński:
  - parafia św. Mikołaja